# Oumar Barro
Oumar Barro (né le 3 juin 1974 en République de Haute-Volta, aujourd'hui Burkina Faso) est un footballeur international burkinabé, qui évoluait au poste de milieu de terrain.

## Biographie

### Carrière en sélection
Avec l'équipe du Burkina Faso, il dispute 29 matchs (pour 19 buts inscrits) entre 1996 et 2002. Il figure notamment dans le groupe des sélectionnés lors des Coupes d'Afrique des nations de 1998, de 2000 et de 2002.

## Palmarès
| Étoile Filante - Championnat du Burkina Faso : - Vice-champion : 1998 et 1999. - Coupe du Burkina Faso (1) : - Vainqueur : 1999. - Supercoupe du Burkina Faso (1) : - Vainqueur : 1999. |  | Brøndby IF - Championnat du Danemark (1) : - Champion : 1997-98. - Vice-champion : 1998-99 et 1999-00. - Coupe du Danemark (1) : - Vainqueur : 1997-98. |  | RC Kadiogo - Championnat du Burkina Faso (1) : - Champion : 2005. - Vice-champion : 2006. |